# Błażej Spychalski
Błażej Henryk Spychalski (ur. 16 lutego 1985 we Włocławku) – polski polityk, samorządowiec i prawnik, w latach 2018–2021 rzecznik prasowy Prezydenta RP i sekretarz stanu w Kancelarii Prezydenta, w latach 2021–2025 doradca społeczny Prezydenta RP.

## Życiorys
Pochodzi z Gołębina, w pobliskim Lubrańcu ukończył szkołę podstawową i liceum. W 2010 został absolwentem Wydziału Prawa i Administracji Uniwersytetu im. Adama Mickiewicza w Poznaniu. Ukończył także studia Executive MBA w Collegium Humanum.
Od 2004 członek Prawa i Sprawiedliwości. Od 2006 pracował na rzecz ugrupowania, m.in. w dziale legislacji i analiz klubu parlamentarnego partii, w dziale prezydialnym klubu oraz jako skarbnik toruńskiego oddziału PiS. W 2009 został zastępcą pełnomocnika inicjatywy ustawodawczej wprowadzenia wyższych ulg komunikacyjnych dla studentów. W 2010 skutecznie ubiegał się o mandat radnego sejmiku wielkopolskiego (zrezygnował z niego półtora miesiąca przed kolejnymi wyborami samorządowymi). W międzyczasie rozpoczął bliższą współpracę z posłem Marcinem Mastalerkiem i przeniósł się do województwa łódzkiego. Został jego zastępcą jako wiceprezes Forum Młodych PiS.
W 2011 bez powodzenia kandydował do Sejmu z 3. miejsca w okręgu nr 39. Od 2011 do 2015 był asystentem posłów do Parlamentu Europejskiego: Konrada Szymańskiego, a następnie Janusza Wojciechowskiego. W 2014 został koordynatorem w dziale struktur partii PiS. W wyborach samorządowych w 2014 zdobył mandat radnego sejmiku łódzkiego, zasiadł w Komisji Rozwoju Regionalnego Gospodarki Przestrzennej, Transportu i Komunikacji. W 2015 stanął na czele kampanii parlamentarnej PiS oraz prezydenckiej Andrzeja Dudy w województwie łódzkim. Organizował również biuro poselskie Krzysztofa Łapińskiego. Od lutego 2015 pełnił funkcję prezesa zarządu Zakładu Gospodarki Ciepłowniczej w Tomaszowie Mazowieckim, a od 1 marca 2018 – prezesa zarządu Zakładu Gospodarki Wodno-Kanalizacyjnej w Tomaszowie Mazowieckim.
7 września 2018 został powołany na stanowisko sekretarza stanu w Kancelarii Prezydenta oraz na rzecznika prasowego prezydenta. Nie ubiegał się o reelekcję w kolejnych wyborach samorządowych.
30 września 2021 zakończył pracę na stanowiskach sekretarza stanu w Kancelarii Prezydenta oraz rzecznika prasowego prezydenta, jednocześnie z dniem 1 października tego samego roku został doradcą społecznym prezydenta. Został także powołany przez niego w skład Rady ds. Młodzieży działającej w ramach Narodowej Rady Rozwoju.
Od października 2021 był doradcą zarządu PKN Orlen S.A., a od 1 stycznia 2023 do 12 lutego 2024 członkiem zarządu Gaz-System S.A. w randze wiceprezesa.
6 lutego 2025 zatrzymany przez funkcjonariuszy Centralnego Biura Antykorupcyjnego w związku ze śledztwem w sprawie nieprawidłowości w Collegium Humanum. Prokurator przedstawił mu w związku z tą sprawą cztery zarzuty związane z rzekomym pozyskaniem dyplomów MBA przez niego i jego żonę (prokurator jednocześnie przedstawił jej również trzy zarzuty w tej samej sprawie) bez faktycznego odbycia studiów w zamian za wręczenie oraz obietnicę udzielenia korzyści majątkowych i osobistych rektorowi uczelni oraz zastosował wobec Błażeja Spychalskiego i jego żony wolnościowe środki zabezpieczające. Nie przyznał się do popełnienia zarzucanych mu czynów oraz zarzucił prokuraturze, że jej działania są motywowane politycznie.
5 sierpnia 2025 zakończył pełnienie funkcji społecznego doradcy Prezydenta RP.

## Życie prywatne
Jest żonaty, ma pięcioro dzieci: Wiktorię, Tomasza, Martynę, Wojciecha i Błażeja.